# 彭代利山

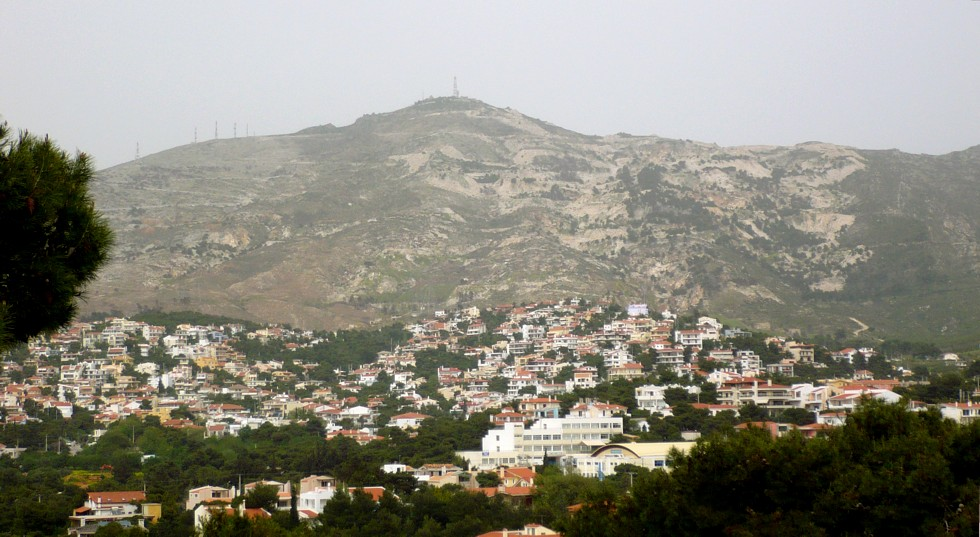
彭代利孔山

彭代利山，或彭代利孔山（希臘語：Πεντέλη）是希臘阿提卡大區的一座山脈，位於雅典東南。彭代利山的最高峰是Pyrgari峰，高1109米。山區大部分被森林覆蓋。